# بوب باير
بوب باير (بالإنجليزية: Bob Beyer)‏ هو مدرب كرة سلة أمريكي، ولد في 10 ديسمبر 1961 في لي روي في الولايات المتحدة.

## روابط خارجية
- بوب باير على موقع سبورتس رفرنس (الإنجليزية)
- بوب باير على موقع كلية كرة السلة في سبورتس رفرنس.كوم (الإنجليزية)